# 뮤온

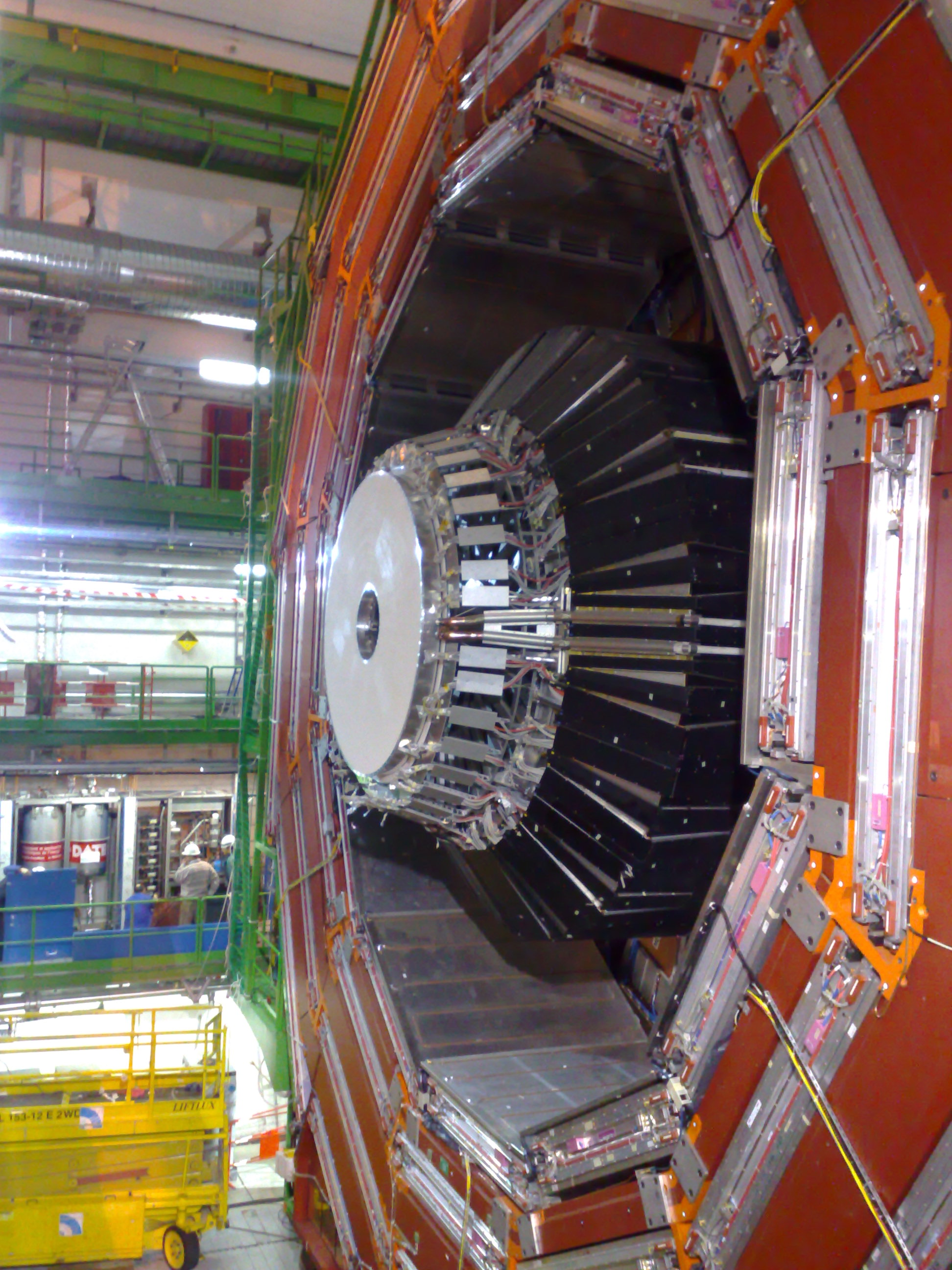

뮤온(muon)은 렙톤의 3 세대중 두 번째 세대의 전하를 띤 기본 입자이다. 뮤온 입자는 전자와 같이 기본 입자 중 하나이며, 전자와 같이 전하가 -e이며 스핀은 1/2이다. 하지만 전자보다 큰 질량을 갖고 있다. 전자와 같이 경입자로 분류된다. 다른 경입자들과 마찬가지로 뮤온도 하부구조를 가지지 않는 기본 입자로 여겨진다.
뮤온 입자는 수명이 2.2마이크로초(μs)밖에 되지 않는 불안정한 아원자 입자이다. 비교적 수명이 긴 중성자를 제외하고 나머지 아원자 입자는 불안정하여 수명이 짧아 빨리 붕괴한다. 뮤온입자의 붕괴는 약한 상호작용을 통해 일어난다. 뮤온입자의 붕괴는 항상 적어도 세가지 입자들을 동반하는데, 이는 뮤온입자와 전하량이 같은 전자와 전하를 띄지 않는 서로 다른 두 종류의 중성미자이다.
다른 기본 입자와 마찬가지로 뮤온입자도 질량과 스핀은 같지만 전하량이 반대(+e)인 짝 반입자를 가지고 있다. 뮤온입자의 짝 반입자는 반 뮤온 입자(antimuon)이라고 부른다. 뮤온 입자는 μ- 로 표기하지만 반 뮤온 입자는 μ+ 라고 표기한다. 뮤온입자는 과거에 뮤온 중간자라고 불렸지만 현재에는 그렇게 부르지 않는다.
뮤온입자의 질량은 105.7MeV/c2이며, 이는 전자의 207배이다. 질량이 큰 탓에 뮤온입자는 전기장 내에서 쉽게 가속되지 않으며, 제동 복사를 많이 발산하지 않는다. 이러한 성질 때문에 뮤온입자는 매질 내부를 전자보다 더 멀리 투과할 수 있다. 또한 이 성질로 인해 대기에서 우주선에 의해 생긴 뮤온입자가 지표면에 도달하거나 지하까지 투과할 수 있는 것이다.
뮤온입자는 붕괴 에너지와 비교해서 매우 큰 질량을 가지고 있기 때문에 방사성 붕괴로 만들어 낼 수 없다. 하지만 가속기 내에서 경입자의 충돌이라던가 대기와 우주선의 상호작용 같은 일반적인 고에너지 입자 사이의 상호작용에서는 수많은 양의 뮤온입자가 생겨난다. 이런 상호작용은 처음엔 파이 중간자를 만들어 내는데, 이 입자는 대체로 뮤온입자로 붕괴된다.

## 역사
뮤 입자는 1936년 칼 데이비드 앤더슨과 세스 네더마이어가 우주선을 연구하던 중 발견하였다. 앤더슨은 자기장내에서 전자와 같이 알려진 입자들과는 다르게 휘는 입자를 발견했다. 이 입자는 음전하를 띄었고, 자기장에 같은 속도로 입사된 전자보다는 적게 휘었고 양성자보다는 많이 휘었다. 휘는 방향과 정도를 보아 이 입자는 전자와 같은 전하를 띄고 있으며, 전자보다 무겁지만 양성자보다는 가볍다고 추측되었다. 그래서 앤더슨은 이 입자에 그리스어로 "mid-"의 의미를 갖는 접두사인 meso-를 붙여서 mesotron이라는 이름을 붙였다. 뮤 입자는 1997년 J. C. Street과 E. C. Stevenson의 안개상자 실험으로 존재가 입증되었다.

## 성질
뮤온의 붕괴실험에 의해 표준모형의 가장 중요한 변수인 페르미 결합상수를 측정할 수 있다. 이는 표준모형 이론과 비교할 수 있는 가장 정확한 실험이다. 99.9%이상의 붕괴형태가 전자와 전자 반중성미자 뮤온 중성미자이기 때문이다.
뮤온의 평균 수명은 약 2.2 마이크로초이며, 질량은 약 0.11 원자 질량 단위다.

## 참고 문헌
1. 1 2 3  Mohr, Peter J.; Barry N. Taylor, David B. Newell (2010년 11월 13일). “CODATA Recommended Values of the Fundamental Physical Constants: 2010”. 《Reviews of Modern Physics》 84 (4): 1527–1605. arXiv:1203.5425. Bibcode:2012RvMP...84.1527M. doi:10.1103/RevModPhys.84.1527.
2. 1 2 3  Beringer, J.; et al. (2012). “Review of Particle Physics”. 《Phys. Rev. D》 86: 010001. doi:10.1103/PhysRevD.86.010001. [깨진 링크(과거 내용 찾기)]

- J. C. Street and E. C. Stevenson, "New Evidence for the Existence of a Particle Intermediate Between the Proton and Electron", Physcal Review 52, 1003 (1937).

## 같이 보기
- 뮤오늄
- 뮤온 촉매 핵융합